# Recovery Road
Recovery Road – amerykański serial telewizyjny (dramat) wyprodukowany przez Pilgrim Studios. Stworzony przez Bert V. Royal oraz  Karen DiConcetto na podstawie powieści o tym samym tytule autorstwa Blake Nelson. Serial był emitowany od 25 stycznia 2016 do 28 marca 2016 roku przez Freeform. 

14 maja 2016 roku, stacja Freeform ogłosiła anulowanie serial po jednym sezonie

## Fabuła
Serial skupia się na życiu Maddie Graham, nastolatce, która musi dokonać wyboru iść na odwyk albo zostanie wydalona ze szkoły. Maddie chodzi do szkoły, ale mieszka razem z osobami leczącymi się z uzależnienia. Dziewczyna ukrywa ten sekret przed innymi ze szkoły

## Obsada

### Główna
- Jessica Sula jako Maddie Graham[3]
- Sebastian De Souza jako Wes Stewart[4]
- Caroline Sunshine jako Emily[5]
- Kyla Pratt jako Trish Collins[6]
- Sharon Leal jako Charlotte Graham
- Alexis Carra jako Cynthia McDermott[4]
- Daniel Franzese jako Vern Testaverde
- David Witts jako Craig

### Drugoplanowe role
- Lindsay Pearce jako Rebecca
- Haley Lu Richardson jako Ellie Dennis[7]
- Paula Jai Parker jako Margarita Jean-Baptiste
- Justin Prentice jako Dallas[6]
- Doug Savant jako Alan[8]

## Odcinki
| Sezon | Sezon | Odcinki | Oryginalna emisja | Oryginalna emisja | Oryginalna emisja | Oryginalna emisja | Oryginalna emisja |
| Sezon | Sezon | Odcinki | Premiera sezonu   | Finał sezonu      | Premiera sezonu   | Finał sezonu      |                   |
| ----- | ----- | ------- | ----------------- | ----------------- | ----------------- | ----------------- | ----------------- |
|       | 1     | 13      | 25 stycznia 2016  | 28 marca 2016     | brak danych       | brak danych       |                   |

### Sezon 1 (2016)
| Nr | #  | Tytuł                   | Reżyseria         | Scenariusz                      | Premiera         | Premiera     |
| -- | -- | ----------------------- | ----------------- | ------------------------------- | ---------------- | ------------ |
| 1  | 1  | Blackout                | Lawrence Trilling | Bert V. Royal, Karen DiConcetto | 25 stycznia 2016 | nieemitowany |
| 2  | 2  | The Art of the Deal     | Larry Shaw        | Karen DiConcetto, Bert V. Royal | 1 lutego 2016    | nieemitowany |
| 3  | 3  | Surrender               | Michael Schultz   | Patricia Resnick                | 8 lutego 2016    | nieemitowany |
| 4  | 4  | Parties Without Borders | Joanna Kerns      | Holly Sorensen                  | 15 lutego 2016   | nieemitowany |
| 5  | 5  | My Loose Thread         | David Paymer      | Nic Sheff                       | 22 lutego 2016   | nieemitowany |
| 6  | 6  | Heaven Backwards        | Chris Grismer     | Michael Gans, Richard Register  | 29 lutego 2016   | nieemitowany |
| 7  | 7  | Sick as Our Secrets     | Jennifer Lynch    | Julia Cox                       | 7 marca 2016     | nieemitowany |
| 8  | 8  | The Weaklings           | Andy Fickman      | Nic Sheff                       | 14 marca 2016    | nieemitowany |
| 9  | 9  | Your Side of the Street | Bethany Rooney    | Karen DiConcetto                | 21 marca 2016    | nieemitowany |
| 10 | 10 | (Be)Coming Clean        | Lawrence Trilling | Bert V. Royal, Karen DiConcetto | 28 marca 2016    | nieemitowany |

## Produkcja
18 marca 2014 roku, stacja ABC Family zamówiła pilotowy odcinek Recovery Road

16 grudnia 2014 roku, stacja Freeform  podjęła decyzje o zamówienie 1 sezonu serialu